# Parafia św. Wawrzyńca w Kolnicy
Parafia św. Wawrzyńca – rzymskokatolicka parafia w miejscowości Kolnica (województwo opolskie). Parafia należy do dekanatu Grodków w diecezji opolskiej.

## Historia parafii
Parafia powstała w 1242 roku. Parafię obsługuje ksiądz diecezjalny. Proboszczem parafii jest ks. Janusz Rył

## Liczebność i zasięg parafii
Parafię zamieszkuje 890 mieszkańców, zasięgiem duszpasterskim obejmuje ona miejscowości:
- Kolnica,
- Młodoszowice.

### Przedszkola i szkoły
- Publiczne Przedszkole w Kolnicy,
- Publiczna Szkoła Podstawowa w Kolnicy.

## Inne kościoły i kaplice
- Kościół św. Marcina Biskupa w Młodoszowicach.

## Duszpasterze

### Proboszczowie po 1945 roku
- ks. Zygmunt Sosna,
- ks. Alfons Schubert,
- ks. Ginter Reimann,
- ks. Eugeniusz Dębicki,
- ks. Jan Konik,
- ks. Janusz Rył.[3]